# Песков, Павел Ильич
Па́вел Ильи́ч Песко́в (26 января 1918, д. Фёдорово, ныне Орехово-Зуевский район, Московская область — 20 мая 1988, Москва) — командир звена 5-го гвардейского истребительного авиационного полка Калининского фронта, гвардии капитан, Герой Советского Союза.

## Биография
Родился 26 января 1918 года в семье крестьянина. Русский. Окончил 3 курса Орехово-Зуевского текстильного техникума.
В рядах Красной Армии с 1936 года. В 1939 году окончил Качинскую военную школу пилотов.
На фронтах Великой Отечественной войны с июня 1941 года.
Гвардии капитан Павел Песков к январю 1942 года совершил 164 боевых вылета, из них 32 — на штурмовку живой силы и боевой техники противника. В 13 воздушных боях сбил по данным наградных документов 7 вражеских самолётов (из них подтверждены 3 личные победы).
Указом Президиума Верховного Совета СССР «О присвоении звания Героя Советского Союза начальствующему и рядовому составу Красной Армии» от 5 мая 1942 года за «образцовое выполнение боевых заданий командования на фронте борьбы с немецкими захватчиками и проявленные при этом отвагу и геройство» удостоен звания Героя Советского Союза с вручением ордена Ленина и медали «Золотая Звезда» под номером 572.
В марте 1942 года в районе Ржева во главе пятёрки истребителей провёл уникальный воздушный бой против 20 вражеских бомбардировщиков, которые летели под прикрытием 10 истребителей. В этом бою наши летчики сбили 7 самолётов и вернулись на свой аэродром. Самолёт Пескова получил свыше 100 пробоин. В 1942 году П. И. Песков назначен штурманом 5-го гвардейского истребительного авиационного полка.
К январю 1943 года на боевом счету П. И. Пескова было 7 личных побед. После перевода на должность лётчика-инструктора Управления боевой подготовки ВВС РККА в частых командировках на фронты для передачи боевого опыта Песков продолжал боевые вылеты. Летал на истребителях МиГ-3, ЛаГГ-3, Як-1, Як-9, Ла-5. Последний боевой вылет совершил 2 мая 1945 года над Берлином, но официально засчитанных боевых побед больше не было.
После войны П. И. Песков продолжал службу в Советской Армии. В 1950 году он окончил Военно-воздушную академию. Служил в Управлении военно-учебных заведений ВВС, затем в Инспекции ВВС. С января 1979 года генерал-майор авиации П. И. Песков — в запасе, а затем в отставке. Жил в Москве. Скончался 20 мая 1988 года. Похоронен на Кунцевском кладбище (участок 9-2).

## Память

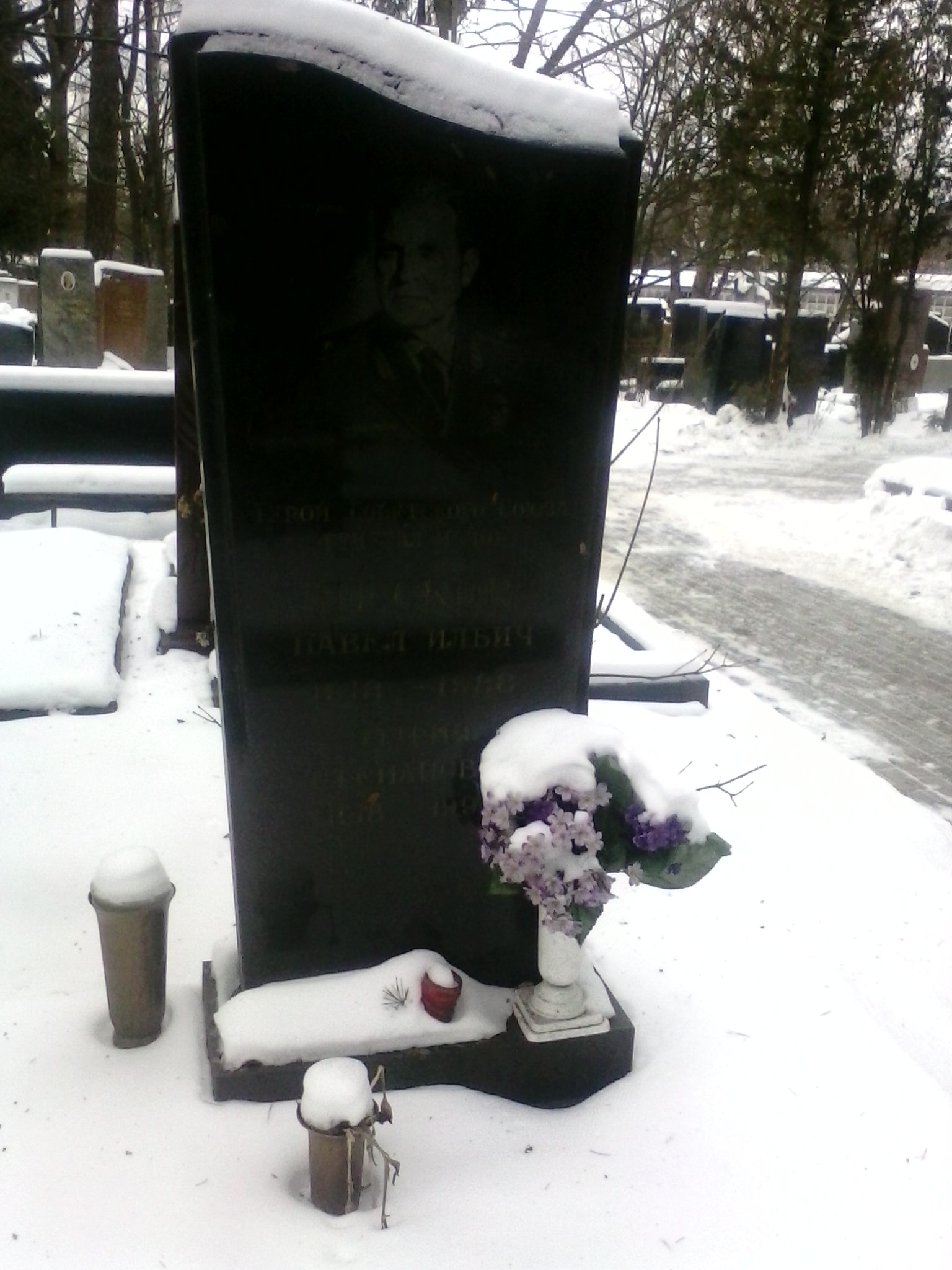
Могила Пескова на Кунцевском кладбище Москвы.

- Мемориальная доска в Москве на улице Маршала Рыбалко на фасаде дома № 13, в котором жил Герой.
- Надгробный памятник на Кунцевском кладбище в Москве.